# Christian Stadelmann
Christian Stadelmann (* 11. Januar 1959 in Berlin; † 26. Juli 2019) war ein deutscher Geiger.

## Leben

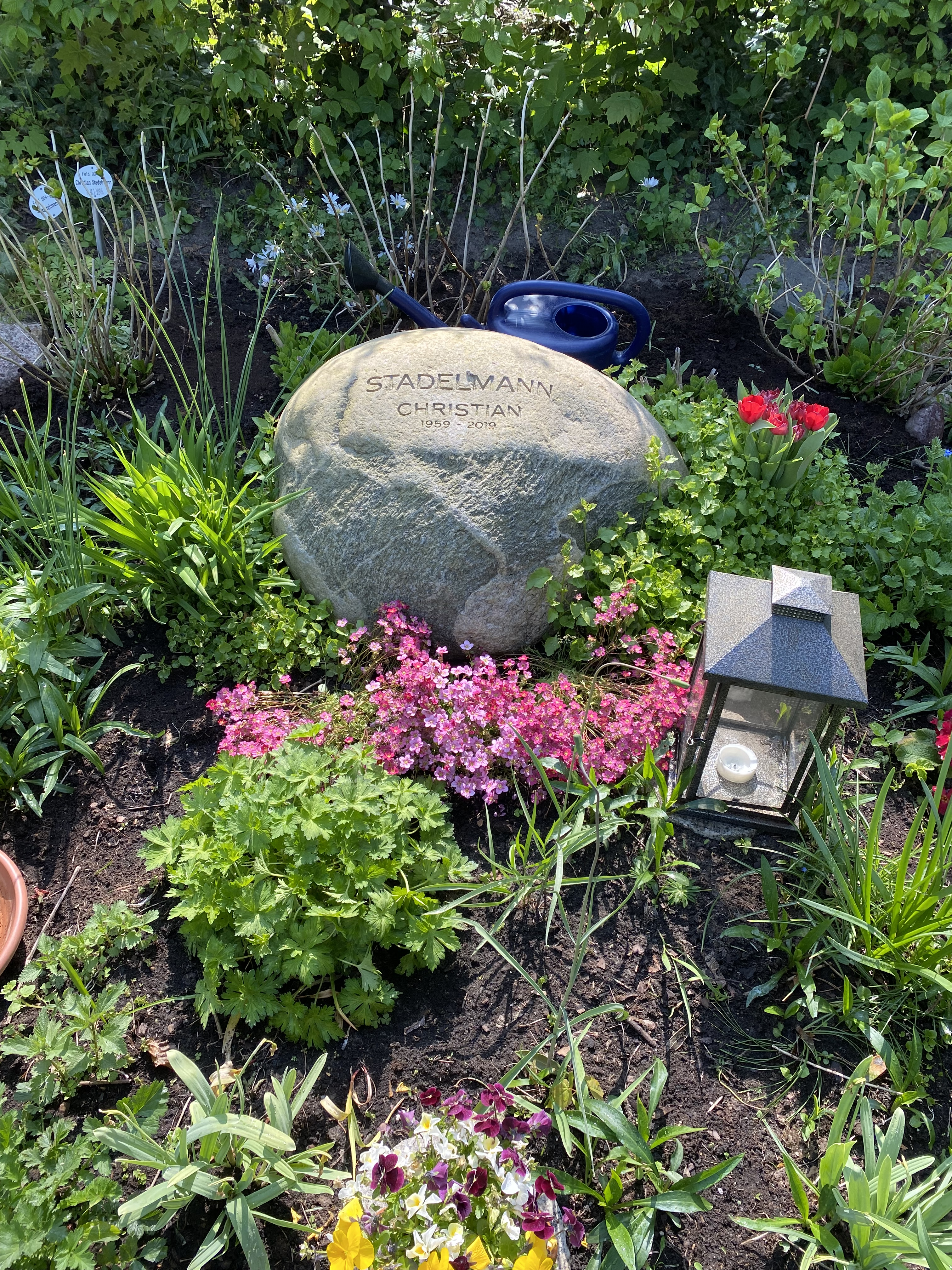
Grabstätte

Stadelmann begann im Alter von sieben Jahren Geige zu spielen. Seine Lehrerin Charlotte Hampe unterrichtete ihn von 1970 an in Berlin am Julius-Stern-Institut bis zu seinem Studium von 1980 bis 1985 an der Berliner Hochschule der Künste bei Thomas Brandis. Zunächst musizierte er in der Junge Deutsche Philharmonie, wurde zum Preisträger in verschiedenen Musikwettbewerben und war Gründungsmitglied der Deutschen Kammerphilharmonie Bremen. Am 1. September 1985 wurde er Mitglied der Zweiten Violinen der Berliner Philharmoniker und gründete zusammen mit seinen Orchesterkollegen Daniel Stabrawa, Neithard Resa und Jan Diesselhorst das Philharmonia Quartett. Zwei Jahre später wurde ihm im Orchester als Nachfolger von Emil Maas (* 1922; † 2005) die Stimmführung der Stimmgruppe der Zweiten Geigen übertragen.
Stadelmann war seit 2002 Dozent an der Orchester-Akademie der Berliner Philharmoniker, gründete mit dem Cellisten Dietmar Schwalke und dem Pianisten Alexander Malter das Vincent-Trio und war auch als Solist tätig. Ferner war er von 1991 an mit kurzer Unterbrechung im Jahr 2005 Mitglied im Fünferrat der Berliner Philharmoniker, der den Orchestervorstand berät.
Stadelmann starb nach schwerer Krankheit Ende Juli 2019 im Alter von 60 Jahren und wurde auf dem Friedhof Zehlendorf beigesetzt.